# Федерални избори в Германия (2017)
Федералните избори в Германия през 2017 г. са 19-те избори за Федерално събрание (Бундестаг) на Федерална република Германия, те се провеждат на 24 септември 2017 г. Консерваторите от коалицията ХДС/ ХСС (между Християндемократическия съюз и Християнсоциалния съюз) печелят 33% от гласовете, Германската социалдемократическа партия (ГСДП) има 20,5%, десните националисти от Алтернатива за Германия се нарежда на трето място с 12,6%, Свободна демократическа партия с 10,7%, Левицата с 9,2% и Съюз 90/Зелените с 8,9%.